# 王永占
王永占（1945年3月—），中华人民共和国政治人物、外交官。
2000年，接替吴长胜，担任中华人民共和国驻玻利维亚大使。2002年，接替霍淑珍，担任中华人民共和国驻乌拉圭大使。2006年，由汪晓源接任。

## 主要经历
- 1988—1990：中华人民共和国外交部拉美司处长
- 1990—1998：驻阿根廷、驻委内瑞拉一秘、参赞
- 1998—2000：外交部扶贫办主任
- 2000—2002：驻玻利维亚大使
- 2002—2006：驻乌拉圭大使
- 2007—2008：中国前外交官联谊会副秘书长
- 2008—2009：中国前外交官联谊会秘书长
- 2009—今：中国前外交官联谊会副会长兼秘书长[3]

## 荣誉

### 外国勋章奖章
- 乌拉圭东岸共和国奖章（乌拉圭，2006年2月6日批准[4]）